# Ivan Krstitelj Cambieri
Ivan Krstitelj Cambieri (Giovanni Battista Cambieri ) (Belgioioso kraj Pavije, 1754. – Rijeka, 30. rujna 1838.), hrvatski liječnik. Rodom je iz Torre del Manganoa u Lombardiji, današnje Certose di Pavia.

## Životopis
Rođen u Belgioiosu kraj Pavije. U Milanu i Padovi studirao medicinu. U rodnom kraju odradio liječničku praksu. Paviju je napustio da bi pobjegao nadirućim francuskim snagama i otišao je u Austriju. Skrasio se u hrvatskim krajevima. Liječničku praksu obavljao je u Škrljevu. Godine 1797. godine došao je na mjesto protomedika Rijeke i Hrvatskog primorja. Na dužnosti je ostao do smrti. Cambierijev doprinos medicini je u borbi za suzbijanje škrljevske bolesti. To je bila tajnovita bolest po kojoj se to mjesto pročulo diljem Europe, jer je brzo širila, zahvativši trećinu stanovništva tog kraja oko 13.000 ljudi), pa su otvorene karantene u Kraljevici i Bakru. Zaslužan što je utvrdio da je to endemski sifilis, a što je nešto prije sugerirao dr Josip Mašić. Terapiju koju je predlagao za liječenje bile su živine i cink-sumporne pare. Preteča kirurške galvanokaustike.
Zaslužan je za unaprijeđenje riječke bolnice. Ostavljanjem svog imetka riječkoj bolnici 1835., postavio je prekretnicu u njenom razvoju. Bolnica se mogla proširiti, otkupiti okolno zemljište za širenje, financirati pomoć siromašnima, osnovati prvi disekcijski odjel.
Na mjestu protomedika zamijenio ga je 1828. godine Girolamo Fabris.